# Gerhard Zemann
Gerhard Zemann (Bécs, 1940. március 21. – Salzburg, 2010. április 13. vagy 2010. április 14.) osztrák színész. A Salzburgi Zeneművészeti Egyetemen tanult. A Rex felügyelő című krimisorozatban szerepelt Leo Graf törvényszéki patológusként. Szívroham következtében hunyt el.

## Filmográfia
- 1967: Ostwind
- 1970: Komm nach Wien, ich zeig dir was!
- 1979: Feuer! (film)
- 1983: Monaco Franze – Der ewige Stenz
- 1983: Der grüne Stern
- 1984: Verbotene Hilfe
- 1986: Das Diarium des Dr. Döblinger
- 1986: Rette mich, wer kann
- 1987: Der Elegante Hund
- 1988: Zärtliche Chaoten II
- 1989: Caracas
- 1990: Wenn das die Nachbarn wüßten
- 1992: Die Hausmeisterin
- 1994–2004, 2009: Rex felügyelő
- 1994: Weißblaue Geschichten
- 1994 – 1998: Peter und Paul (sorozat)
- 1994: Tetthely (sorozat, 298. epizód: Ostwärts)
- 1995: Drei in fremden Kissen
- 1995: Ein Mann in der Krise
- 1996: Hochwürdens Ärger mit dem Paradies
- 1996: Stockinger
- 1996: Drei in fremden Betten
- 1997: Ein Herz wird wieder jung
- 1997: Eine fast perfekte Scheidung
- 1997: Fröhlich geschieden
- 1997: Kowalsky
- 1998: Frauen lügen nicht
- 1998: Vater wider Willen
- 2004: SOKO Kitzbühel
- 2004: Silentium (Film)|Silentium
- 2004: Tausendmal berührt
- 2005: Schön, daß es dich gibt
- 2005: Conny und die verschwundene Ehefrau
- 2006–2008: Oben Ohne (sorozat)